# Sietas Typ 109
Der Typ 109 ist ein Mehrzweckfrachtschiffstyp der Sietas-Werft in Hamburg-Neuenfelde, von dem Anfang der 1980er Jahre mit der Siegfried Lehmann und der Ina Lehmann  zwei Einheiten entstanden sind.

## Geschichte

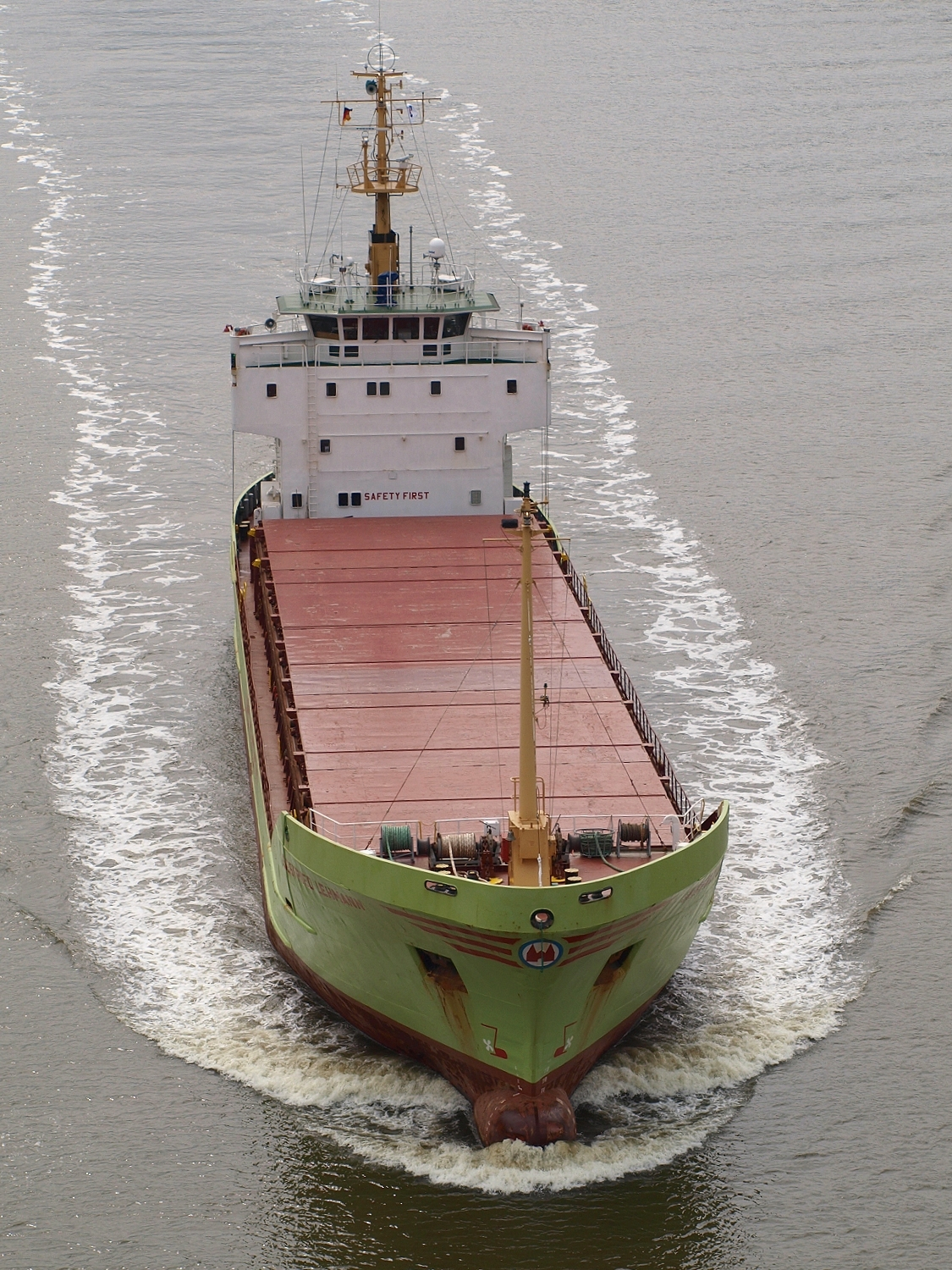
Die Siegfried Lehmann im Jahr 2010

Die zwei Schiffe wurden von der in Lübeck ansässigen Reederei Hans Lehmann in Auftrag gegeben. Die Kiellegung des Typschiffs fand am 4. November 1980 statt. Es schwamm am 2. Dezember im Dock auf und wurde am 30. Dezember 1980 mit dem Namen Siegfried Lehmann von der Werft abgeliefert. Die Ablieferung des auf den Namen Ina Lehmann getauften Schwesterschiffs erfolgte am 12. Februar 1981. Bis 1989 kamen beiden Schiffe gemeinsam für Reederei Lehmann auf Liniendiensten in der Nordsee und Ostsee zum Einsatz.
Die Ina Lehmann wurde im November 1989 an die Reederei Schmetter & Schöning in Haren/Ems abgetreten und in Verena umbenannt. Im Juni 1993 ging sie an die finnische Bror Husell Chartering Ab in Mariehamn und bekam den Namen Sydgard. Die estnische Klip Marine Shipmanagement übernahm im Januar 2004 die Bereederung des Schiffs und setzte es danach als Sydland unter anderem für die finnische Reederei Meriaura ein. Im Juni 2012 wurde die Sydland an die rumänische BIA Shipping Company mit Sitz in Constanța verkauft, für die sie mit dem Namen Sherin fuhr. Seit Mai 2015 kommt sie als Amira für die ebenfalls in Constanța ansässige Reederei Unimed Navigation SA zum Einsatz.
Die Siegfried Lehmann trat Reederei Lehmann im November 2011 an die rumänische BIA Shipping Company ab, wodurch sie den Namen Juahaynna bekam. Im Mai 2015 benannte BIA Shipping das Schiff in Rayan um.

## Technik
Der Typ 109 wurde in Sektionsbauweise gefertigt und besitzt zwei durchlaufende Decks. Er hat eine Gesamtlänge von 80,73 m (75,64 m Lpp, 77,68 m Freibordlänge) und eine Breite von 13,43 m. Seine Höhe vom Kiel bis zum Oberdeck beträgt 7,50 m, die ursprünglich eingetragene Seitenhöhe bis zum Vermessungsdeck 5,19 m. Bei Ablieferung waren die Schiffe als Volldecker mit 999 BRT, einer Tragfähigkeit von 2.570 dwt und einem maximalen Tiefgang von 5,05 m vermessen worden. Sie besitzen die deutsche Eisklasse E2. Im Jahr 1994 erfolgte eine Neuvermessung beider Einheiten mit 2.225 BRZ und 946 NRZ.
Der 52,20 m lange und 10,80 m breite kastenförmige Laderaum ist mit verstärkten Faltlukendeckeln ausgerüstet. Er hat einen Getreide-Rauminhalt von 4.233 m³ (4.219 m³ Ballenraum). Der Typ 109 kann bis zu 154 20-Fuß-Standardcontainer (TEU) stauen.
Beide Schiffe werden von je einem 947 kW (1.287 PS) leistenden Achtzylinder-Viertakt-Dieselmotor des Typs MWM TBD 484-8U angetrieben, der auf einen Festpropeller wirkt. Für An- und Ablegemanöver verfügen sie über ein elektrisch angetriebenes Bugstrahlruder mit einer Leistung von 184 kW. Zur Stromerzeugung befinden sich zwei Dieselgeneratoren an Bord.

## Die Schiffe
| Sietas Typ 109    | Sietas Typ 109 | Sietas Typ 109 | Sietas Typ 109                    | Sietas Typ 109       | Sietas Typ 109                                                                         | Sietas Typ 109 |
| Bauname           | Bau- nummer    | IMO- Nummer    | Kiellegung Stapellauf Ablieferung | Auftraggeber         | Umbenennungen und Verbleib                                                             |                |
| ----------------- | -------------- | -------------- | --------------------------------- | -------------------- | -------------------------------------------------------------------------------------- | -------------- |
| Siegfried Lehmann | 869            | 8003931        | 04.11.1980 02.12.1980 30.12.1980  | Hans Lehmann, Lübeck | 2011 Juahaynna → 2015 Rayan → 2024 Alfa Bro, so 2024 in Fahrt                          |                |
| Ina Lehmann       | 870            | 8003943        | 13.11.1980 09.01.1981 12.02.1981  | Hans Lehmann, Lübeck | 1989 Verena → 1993 Sydgard → 2004 Sydland → 2012 Sherin → 2015 Amira, so 2024 in Fahrt |                |